# 钇化合物

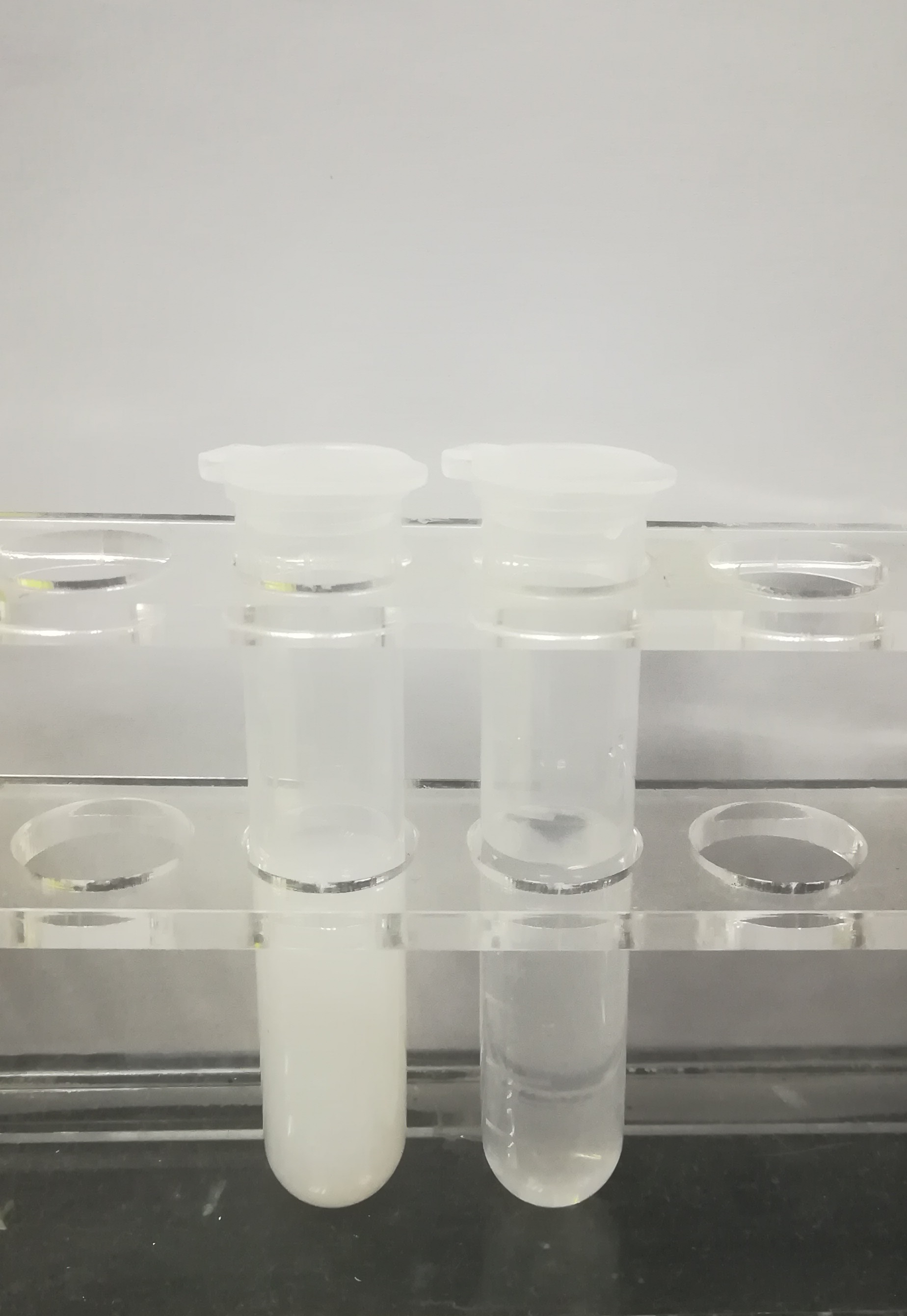
乙酸钇溶液和碳酸盐反应，生成碳酸钇沉淀（左），这一沉淀可以溶于过量的碳酸盐溶液中（右）。这一性质是钇组稀土的通性。

钇化合物是钇（元素符号：Y）形成的化合物，在这些化合物中，钇一般显+3价。钇化合物的溶解度性质与镧系元素铕至镥的化合物有一定相似之处，如碳酸盐和草酸盐难溶于水，而可溶于过量的碳酸盐或草酸盐溶液，以及硫酸盐复盐可溶于水，这些化合物被归为“钇组”。

## 氧族元素及卤素化合物
钇的氧化物和氢氧化物分别是氧化钇（Y2O3）和氢氧化钇（Y(OH)3），它们都是难溶于水的白色固体。其中，氧化钇可由碳酸钇或草酸钇的高温灼烧制备，如果以氯化钇为原料制备这些化合物，可能得到掺杂氯的化合物Y3O4Cl，这一化合物也可通过在空气中灼烧，使氧取代氯；以硝酸钇为原料则无此问题。氢氧化钇可由可溶性钇化合物和氢氧化钠或氨水反应沉淀得到，也能由钇的醇盐水解得到，硝酸钇开始沉淀的pH为6.95，乙酸钇开始沉淀的pH为6.83，其它阴离子开始沉淀的pH与之相似。如果溶液中有羟基酸、糖类存在，会由于形成稳定的配位化合物而阻止沉淀的生成。氢氧化钇受热可以分解，先生成碱式氧化钇（YO(OH)），继续加热得到氧化钇。氧化钇和氢氧化钇都易溶于强酸，形成相应的钇盐。
钇的硫属化合物硫化钇（Y2S3）、硒化钇（Y2Se3）和碲化钇（Y2Te3）均是已知的，它们可由单质直接化合得到，或者无水氯化物和硫属化氢反应得到：
Y2O3 + 3 H2E → Y2E3 + 3 H2O
2 Y + 3 E → Y2E3（E=S, Se, Te）
钇的卤化物可由氧化钇、氢氧化钇或碳酸钇和相应的氢卤酸溶液反应得到。对于氯化钇（YCl3）和溴化钇（YBr3）来说，可以通过冷却它们的饱和溶液，或者通入相应的卤化氢使水合卤化钇沉淀。钇的卤化物和镧系金属卤化物一样，不能通过直接加热的方式得到无水物，否则会生成卤氧化钇（YOX）。将水合物在卤化氢气流中加热，或者用卤化铵、氯化亚砜处理也能得到无水物。卤化钇除了能生成水合物（YF3·1/2H2O、YCl3·6H2O、YBr3·6H2O及YI3·8H2O），还可以和一些配体形成配合物，如和氧化膦或氧化胂形成[Y(Me3PO)6]X3或[Y(Me3AsO)6]X3（X=Cl, Br, I）等。钇和卤素（氟除外）或拟卤素也能形成配合物，如Cs3[Y2I9]、(Bu4N)3[Y(NCS)6]等。
金属钇和氯化钇或溴化钇反应，可以得到低氧化态的卤化物YX和Y2X3（X=Cl, Br）。

## 其它二元化合物

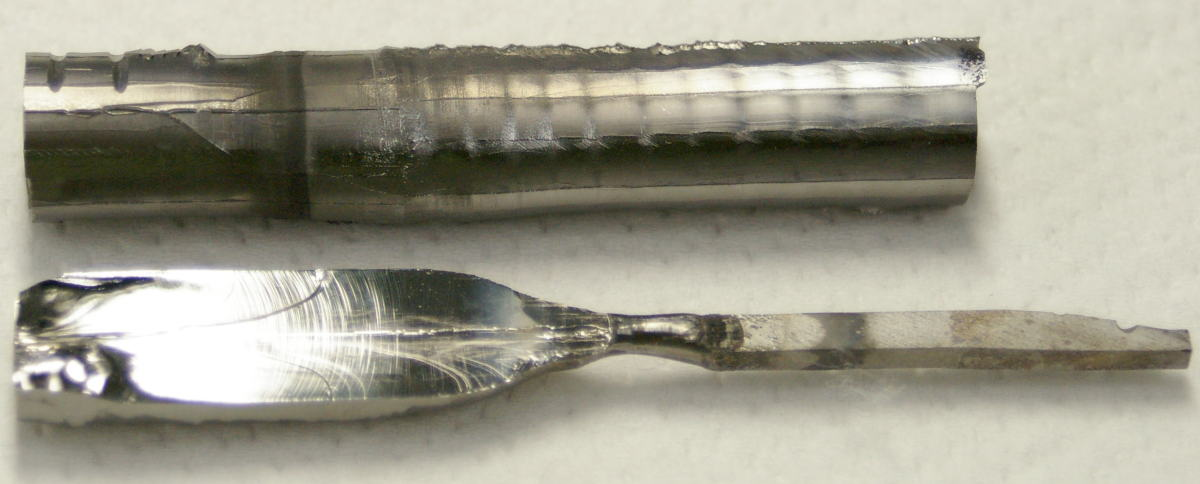
区域熔融法生长的YB_{66}单晶

钇和氮族元素可以形成化学式为YE（E=N, P, As, Sb）的化合物，它们在潮湿空气中可以水解，放出挥发性的氢化物EH3。钇和碳可以形成多种化合物，如Y2C3、YC2等。它们可以有多种方法制得：
2 Y + 3 C → Y2C3
Y2O3 + 7 C → 2 YC2 + 3 CO↑
钇的硅化物亦有多种，如YSi2、Y5Si4和YSi等。钇和硼也能形成很多化合物，如金色的YB4、蓝色的YB6、浅蓝色的YB12等，它们具有金属性；YB66则是半导体，室温下的电阻率为106Ω·cm。

## 含氧酸盐

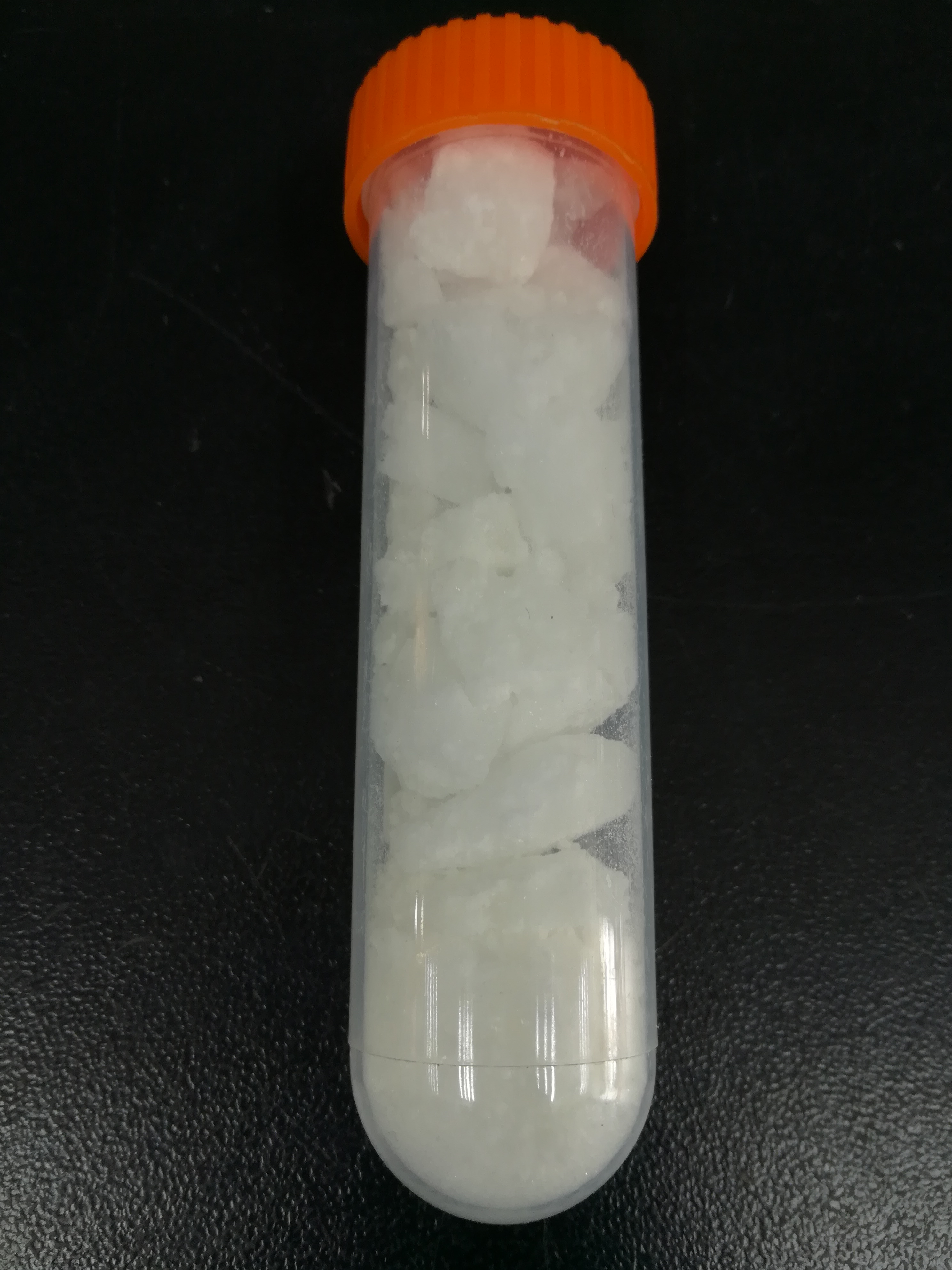
图中的化合物为硝酸钇，和大部分钇化合物一样，都是无色晶体或白色固体。硝酸钇溶于水得到含有钇离子的溶液，为无色。

钇的强酸盐大多可溶于水，[Y(H2O)6]3+的离子半径（0.900）和[Ho(H2O)6]3+（0.901）相近，不如同族的[Sc(H2O)6]3+容易水解。当阴离子无色时，钇的含氧酸盐一般也是无色的。在钇的含氧酸盐的晶体中，除了配位数为6的水合离子外，[Y(H2O)8]3+（十二面体分子构造）和[Y(H2O)9]3+（三冠三角柱形分子分子构造）也是已知的。
硝酸钇（Y(NO3)3）是易溶于水的无色晶体，溶解度随温度的升高而增大；而硫酸钇（Y2(SO4)3）与之相反，溶解度随温度的升高而降低。
碳酸钇（Y2(CO3)3）和草酸钇（Y2(C2O4)3）都难溶于水，可溶于无机酸，且溶解度随pH的降低而升高。碳酸盐和草酸盐都会受热分解，其最终产物为氧化钇。稀土的羧酸盐可由氧化物或碳酸盐和相应的羧酸反应制得，甲酸盐、乙酸盐、丙酸盐、丁酸盐等均已制得并得到研究。芳多羧酸，如苯二甲酸或苯三甲酸由于有多个羧基，可以和钇形成二维或三维结构的配位聚合物，其中具有三维结构的多孔配位聚合物又称金属有机框架材料（MOF材料），Y(BTC)·aq便是其中一例。